# Jean Beaudry
Jean Beaudry (Trois-Rivères, 1947) és un guionista i director quebequès.

## Biografia
Realitzador i guionista quebequès, Jean Beaudry neix a Trois-Rivières i estudia al seminari Sant-Antoine, dirigit a l'època pels germans franciscans. Comença com a actor al teatre amb la tropa de Point-Virgule i, el 1975, té un primer paper al cinema en el drama psicològic La Casa que impedeix veure la ciutat, realitzat per Michel Audy.
Beaudry es dona a  conèixer el 1984 amb el film Jacques i novembre que escriu i realitza en companyia de François Bouvier i en el qual té igualment el paper principal. Film de pressupost modest centrat sobre els últims dies d'un jove que té una malaltia incurable, Jacques i novembre va ser particularment ben rebuda per la crítica quebequesa.
El tàndem Beaudry/Bouvier torna a coincidir en 1989 amb Els Matins infidels, un drama on Jean Beaudry comparteix protagonisme amb Denis Bouchard. Dotat d'un pressupost més consistent, el film descriu la relació difícil entre dos vells amics. L'obra va ser considerada menys exitosa que Jacques i novembre, però assoleix un cert èxit. Així, en la seva presentació al festival del film francòfon de Namur el 1989, Els Matins infidels recull el premi especial del jurat mentre que Denis Bouchard rep un premi d'interpretació.
Els Matins infidels serà l'últim film realitzat conjuntament per Jean Beaudry i François Bouvier. Esdevingut cineasta sol, Beaudry canvia completament de registre i es consagra a la realització de dos films per nens, tots dos produïts per Rock Demers a la sèrie dels Contes per tots. Són El cas de la bruixa que no ho era i Tireline Combines & Cie. A continuació, torna a un cinema més intimista amb El Crit de la nit, obra minimalista on Pierre Curzi encarna un vigilant de nit. El film passa una mica desapercebut a la seva estrena.
Després d'un hiat de gairebé vint anys, Beaudry torna amb un altre film de la sèrie dels Contes per tots: La banda dels fora de la llei. Rodada a Acadie el 2013, el film és presentat en estrena mundial al festival de Zlín, a la República txèca, a l'estiu de 2014.

## Filmografia

### Realitzador
- Jacques i novembre (1984)
- Els Matins infidels (1988)
- El cas de la bruixa que no ho era (Répit pour Mélanie) (1990)
- Tireline Combines & Cie (1992)
- El crit de la nit (1996)
- La banda dels fora de la llei. (2013)

### Guionista
- Jacques i novembre (1984)
- Els Matins infidels (1988)
- El cas de la bruixa que no ho era (1990)
- Tireline Combines & Cie (1992)
- El crit de la nit (1996)

## Premis
- Premi Guy-L'Écuyer (1989), Els Matins infidels